# Hungnam
Hungnam (korejsky 흥남구역 – Hŭngnam gujŏk) je od roku 2005 městská část Hamhungu, druhého největšího města Severní Korey. Před svým začleněním do Hamhungu byl se zhruba 350 tisíci obyvatel třetím největším severokorejským městem.

## Poloha a doprava
Hungnam leží přibližně třináct kilometrů jihovýchodně od centra Hamhungu po proudu řeky Songčchon u jejího ústí do Japonského moře, tedy na východním pobřeží provincie Jižní Hamgjong.
Jedná se o významný přístav. Také přes něj prochází železniční trať Pchjongjang – Rason z Pchjongjangu, hlavního města státu, do Rasonu, dalšího významného severokorejského přístavu.

## Dějiny
Počátkem čtyřicátých let dvacátého století zde v rámci japonského jaderného programu vznikl první asijský cyklotron.
Během Korejské války se v prosinci 1950 přes hungnamský přístav realizovala rozsáhlá evakuace přibližně 100 000 civilistů, 100 000 vojáků a množství materiálu na jih do Pusanu.